# Grabina
Grabina es un pueblo de Polonia, en Mazovia.  Se encuentra en el distrito (Gmina) de Halinów, perteneciente al condado (Powiat) de Mińsk. Se encuentra aproximadamente 2 km al oeste de Halinów, a 19 km al oeste de Mińsk Mazowiecki, y a 22 km  al este de Varsovia. 